# Васиљевски Мох
Васиљевски Мох (рус. Васильевский Мох) насељено је место са административним статусом варошице (рус. посёлок городского типа) на северозападу европског дела Руске Федерације. Налази се у јужном делу Тверске области и административно припада Калињинском рејону.
Према проценама националне статистичке службе, у вароши је 2014. живело 2.208 становника.

## Географија
Насеље је смештено на око 20 километара северно од града Твера, на северу Калињинског рејона.

## Историја
Током 1920-их почиње са експлоатацијом тресета у тресавама северно од града Твера, и с тим у вези је основано радничко насеље Ваисљевски Мох (1928. године). Насеље је добило статус варошице 1934. године.

## Демографија
Према подацима са пописа становништва 2010. у вароши је живело 2.122 становника, док је према проценама за 2014. ту живело 2.208 становника.
| 1939. | 1959. | 1970. | 1979. | 1989. | 2002. | 2010. | 2014.  |
| ----- | ----- | ----- | ----- | ----- | ----- | ----- | ------ |
| ---   | 4,971 | 4,535 | 4,014 | 3,511 | 2,578 | 2,122 | 2,208* |

Напомена: * према проценама националне статистичке службе.

## Привреда
Експлоатација и прерада тресета је најважнија провредна активност у варошици.